# Сидихин, Евгений Владимирович
Евге́ний Влади́мирович Сиди́хин (род. 2 октября 1964, Ленинград) — советский и российский актёр театра и кино, телеведущий. Участник боевых действий в Афганистане.

## Биография
Родился 2 октября 1964 года в Ленинграде.
С детства занимался вольной борьбой, становился чемпионом города пять раз.
После окончания средней школы № 202 Фрунзенского района Евгений Сидихин с 1979 по 1982 года учился в СГПТУ 110 по специальности «кузовщик — жестянщик». После окончания училища поступил на актёрский факультет Ленинградского государственного института театра, музыки и кинематографии, но был призван в Советскую Армию с первого курса в 1983 году.
Службу начинал в Туркестанском военном округе, в в/ч 10858, город Теджен. Принимал участие в боевых действиях в Афганистане. В ОКСВА проходил службу в составе в/ч п/п 51931 — в танковом батальоне 101-го мотострелкового полка 5-й гвардейской Зимовниковской ордена Кутузова II степени мотострелковой дивизии в городе Герат. Уволился в запас в 1985 году и был восстановлен в институте.
С 1989 года до середины 1990-х играл в БДТ и снимался в кино. В 1999—2000 годах вёл на канале НТВ программу «Двое», в 2012 году — ведущий документальной программы НТВ «Крутые нулевые». Наибольшую известность актёру принесли роли в боевиках и криминальных драмах.

### Семья
Отец — Владимир Григорьевич Сидихин.
Мать — Клара Григорьевна Окорокова.
Братья — Константин и Александр.
Супруга — Татьяна Борковская, актриса.
Дочери — Полина (родилась в 1988), Аглая (род. 1998) и Анфиса (род. 2007).

## Театральные работы
- «Кроткая» Ф. М. Достоевский — Он, Новый камерный театр (Санкт-Петербург)[5], режиссер Лев Рахлин
- «Дикарь» — Пабло
- «Старик» — Бычин

Антреприза:
- «Ваша сестра и пленница» (1999, ООТР «Театральный дом»).
- «Чапаев и Пустота» — Петька (по роману Виктора Пелевина «Чапаев и Пустота», режиссёр Павел Урсуляк)
- «Пять вечеров» — Ильин (по пьесе А. Володина, режиссёр — О. Анохина)
- «Путешествие в стиле блюз» (2005, проект «Театральный марафон»).

## Фильмография
| Год       |   | Название                                          | Роль |
| --------- | - | ------------------------------------------------- | --- |
| 1989      | ф | Алкмена и Амфитрион                               | воин |
| 1991      | ф | Графиня                                           | Никита Шувалов, начинающий писатель                                                                       |
| 1991      | ф | За последней чертой                               | Виктор Дрёмов, бывший боксёр                                                                              |
| 1992      | ф | Прорва                                            | Гоша, носильщик на вокзале                                                                                |
| 1992      | ф | Исполнитель приговора                             | Юрий Кирсанов                                                                                             |
| 1993      | ф | Паром «Анна Каренина»                             | командир легиона                                                                                          |
| 1993      | ф | Дети чугунных богов                               | Игнат Морозов                                                                                             |
| 1993      | ф | Операция «Люцифер»                                | следователь прокуратуры Забелин                                                                           |
| 1993      | ф | Последняя суббота                                 | Олег |
| 1994      | с | Русский транзит                                   | Александр Евгеньевич Бояров, бывший мастер спорта по карате                                               |
| 1994      | ф | Без обратного адреса                              | Имя персонажа не указано                                                                                  |
| 1994      | ф | Два брата и сестра / Três Irmãos                  | Жуан |
| 1995      | ф | Мания Жизели                                      | Борис Каплун                                                                                              |
| 1995      | ф | Волчья кровь                                      | Родион Добрых                                                                                             |
| 1995—1996 | с | Русский проект                                    | водитель ГАЗа (ролики «Всё у нас получится», «Сборка», «Всё у нас получится-2», «Сборка-2»)               |
| 1997      | ф | Дом для богатых                                   | Имя персонажа не указано                                                                                  |
| 1998      | ф | Ретро втроём                                      | Костя |
| 1998      | ф | Мама, не горюй                                    | Зубек, бандит                                                                                             |
| 1999      | с | В зеркале Венеры                                  | Питер |
| 1999      | ф | Мужской характер, или Танго над пропастью 2       | Сергей |
| 1999      | ф | Барак                                             | старший лейтенант Болотин, участковый                                                                     |
| 2000      | ф | Звёздочка моя ненаглядная                         | Имя персонажа не указано                                                                                  |
| 2000      | с | Бандитский Петербург. Фильм 1. Барон              | начальник 15-го отдела ОРБ майор Никита Никитич Кудасов (5 серия)                                         |
| 2000      | с | Бандитский Петербург. Фильм 2. Адвокат            | начальник 15-го отдела УГРО майор Никита Никитич Кудасов (8—9 серии)                                      |
| 2000      | ф | Лето, или 27 потерянных поцелуев                  | Александр, астроном                                                                                       |
| 2000      | ф | Зима у чёрта на куличках                          | Синяк |
| 2001      | ф | Русская красавица                                 | Юра, режиссёр                                                                                             |
| 2001      | ф | Двенадцатая осень (телеверсия «Ахиллесова пята»)  | Максим |
| 2001      | ф | Сверчок за очагом                                 | Джон |
| 2001      | с | Бандитский Петербург. Фильм 3. Крах Антибиотика   | начальник 15-го отдела РУОП, майор (с конца 8 серии подполковник) Никита Никитич Кудасов (1—5, 7—8 серии) |
| 2001      | с | Саломея                                           | штабс-ротмистр Фёдор Петрович Яликов                                                                      |
| 2002      | ф | Ковчег                                            | шкипер |
| 2002      | ф | Упасть вверх                                      | Имя персонажа не указано                                                                                  |
| 2002      | с | За кулисами                                       | Анатолий Кусков                                                                                           |
| 2002      | ф | Антикиллер                                        | «Баркас», бандит                                                                                          |
| 2003      | ф | Как бы не так                                     | Коля-Лось                                                                                                 |
| 2003      | с | Личная жизнь официальных людей                    | Анатолий, следователь                                                                                     |
| 2003      | ф | Между жизнью и смертью                            | Ян Шибко                                                                                                  |
| 2003      | с | Бандитский Петербург. Фильм 4. Арестант           | начальник 15-го отдела ОРБ подполковник Никита Никитич Кудасов (2—3, 6—7 серии)                           |
| 2003      | с | Бандитский Петербург. Фильм 6. Журналист          | Никита Никитьевич Кудасов (3—4 серии)                                                                     |
| 2003      | с | Белое золото                                      | Ломов |
| 2003      | с | Спецназ 2                                         | Безруков, майор                                                                                           |
| 2003      | с | Таксист                                           | Илья Орлов                                                                                                |
| 2004      | ф | Игры взрослых девочек                             | Виталий Манохин                                                                                           |
| 2004      | с | Женщины в игре без правил                         | Павел Веснин                                                                                              |
| 2004—2005 | с | МУР есть МУР                                      | Александр Иванович Смирнов, майор, начальник опергруппы 1 отдела МУРа, затем подполковник в отставке      |
| 2005      | ф | Мама, не горюй 2                                  | Зубек |
| 2005      | с | Бандитский Петербург. Фильм 7. Передел            | Никита Никитич Кудасов (все серии)                                                                        |
| 2005      | ф | Sказка O Sчастье                                  | Виктор Дерябин, отец Ольги                                                                                |
| 2005      | ф | Стая                                              | начальник службы охраны                                                                                   |
| 2006      | с | Секретные поручения                               | Станислав Петровский                                                                                      |
| 2006      | с | Тайная стража                                     | Старый |
| 2006      | ф | Преступление и погода                             | Родион |
| 2006      | с | Терминал                                          | подполковник Никита Никитич Кудасов                                                                       |
| 2006      | с | Голландский пассаж                                | подполковник Никита Никитич Кудасов                                                                       |
| 2006      | ф | Клиника                                           | полковник Иван Рубцов                                                                                     |
| 2006      | ф | Викинг                                            | капитан третьего ранга Сергей Петрович Шведов («Викинг»)                                                  |
| 2006      | ф | Ахиллесова пята                                   | Максим |
| 2006      | ф | Семейный ужин                                     | Алексей Викторов                                                                                          |
| 2007      | с | Ленинград                                         | Корнеев                                                                                                   |
| 2007      | ф | Поцелуи падших ангелов                            | Роман |
| 2007      | ф | Так не бывает                                     | Назар Медведь                                                                                             |
| 2007      | с | Расплата                                          | подполковник, полковник Никита Никитич Кудасов                                                            |
| 2008      | ф | Безымянная — одна женщина в Берлине               | Андрей Рыбкин                                                                                             |
| 2008      | ф | Бес                                               | Никита Сергеевич Бескудников по кличке Бес, бизнесмен                                                     |
| 2008      | ф | Как найти идеал?                                  | депутат Борис Борисович                                                                                   |
| 2008      | ф | Ледяной поцелуй / Iskyss                          | Шевченко                                                                                                  |
| 2008      | ф | Отдалённые последствия                            | Сергей Михайлович                                                                                         |
| 2008      | ф | После жизни                                       | Артём |
| 2008      | с | Северный ветер                                    | Василий Клинцов, егерь, бывший спецназовец                                                                |
| 2008      | ф | Мёртвые души                                      | Евгений Андреевич Шаламов, генерал                                                                        |
| 2009      | ф | Варвара 3D                                        | отец Варвары                                                                                              |
| 2009      | ф | Обитаемый остров                                  | Свёкор |
| 2009      | с | Право на помилование                              | Викентий Валерьянович Чухонцев, он же Виктор фон Браун                                                    |
| 2009      | с | Литейный                                          | Евгений Андреевич Шаламов, генерал                                                                        |
| 2010      | ф | Вопрос чести                                      | Евгений Андреевич Шаламов                                                                                 |
| 2010      | с | Последняя встреча                                 | Степан Георгиевич Барышев, генерал КГБ                                                                    |
| 2010      | ф | Русский крест                                     | Пётр Ермаков, он же отец Александр                                                                        |
| 2012      | с | Дотянуться до мечты                               | Имя персонажа не указано                                                                                  |
| 2012      | с | Пираньи                                           | Имя персонажа не указано                                                                                  |
| 2012      | с | В зоне риска                                      | Сергей Владимирович Демидов («Командор»), подполковник ФСИН                                               |
| 2012      | с | Людмила                                           | Василий Никитич Покровский, генерал                                                                       |
| 2012      | с | Станица                                           | Фёдор Горобец                                                                                             |
| 2013      | ф | Там, где есть счастье для меня                    | Иван Васильевич Прилуков                                                                                  |
| 2013      | ф | Позывной «Стая»                                   | генерал Куликов                                                                                           |
| 2013      | с | Пётр Лещенко. Всё, что было...                    | полковник царской армии                                                                                   |
| 2013      | с | Роковое наследство                                | Анатолий Максимович Исаев                                                                                 |
| 2013      | ф | Назначена награда                                 | Имя персонажа не указано                                                                                  |
| 2014      | с | Чёрные кошки                                      | Прохор Куплёнов, первый секретарь обкома ВКП(б)                                                           |
| 2014      | с | Вдова                                             | Шиллер |
| 2014      | ф | Куда уходит любовь                                | Николай                                                                                                   |
| 2014      | ф | Телохранитель                                     | Александр Соколов                                                                                         |
| 2014      | ф | Викинг 2                                          | капитан третьего ранга Сергей Петрович Шведов («Викинг»)                                                  |
| 2014      | ф | Разрывая замкнутый круг / Tyghyryqtan zhol tapqan | Владимир Иванович Долгих, секретарь ЦК КПСС                                                               |
| 2014—2016 | с | Такая работа                                      | Роман Филин / Игорь Филин                                                                                 |
| 2015      | с | Цветок папоротника                                | Роман |
| 2015      | ф | Час Сыча                                          | Алексей Захарович Сычёв, главврач                                                                         |
| 2015      | с | Семейный альбом                                   | Астахов                                                                                                   |
| 2016      | с | Гроздья винограда                                 | Пётр |
| 2016      | с | Плохой хороший коп                                | Анатолий Трубачёв, оперуполномоченный                                                                     |
| 2016      | ф | Безбашенный Ник / Tschiller: Off Duty             | Александр Кински, русский олигарх                                                                         |
| 2016      | с | Казаки                                            | Суровый                                                                                                   |
| 2016      | ф | В лесах Сибири                                    | Алексей                                                                                                   |
| 2016      | с | Отдел                                             | Иван Ушанов                                                                                               |
| 2016      | ф | Простая история                                   | Имя персонажа не указано                                                                                  |
| 2017      | с | Осиное гнездо                                     | Борис Сергеевич Валевский, прокурор                                                                       |
| 2017      | ф | Три дня до весны                                  | Зимин, начальник НКВД Ленинграда                                                                          |
| 2017      | с | Отель Элеон                                       | Ян Вячеславович Толстой, отец Софии                                                                       |
| 2018      | с | Арена для убийства                                | Паршин |
| 2018      | ф | Дорога из жёлтого кирпича                         | Михалыч                                                                                                   |
| 2018      | ф | Работа без авторства / Werk ohne Autor            | Муравьёв, майор НКВД                                                                                      |
| 2018      | ф | Каникулы президента                               | генерал ФСО                                                                                               |
| 2018      | с | Берёзка                                           | Михаил Горшков, отец Варвары Горшковой                                                                    |
| 2018      | с | Гранд                                             | Ян Вячеславович Толстой, отец Софии                                                                       |
| 2018—2021 | с | Соседи                                            | Олег Павлович Кораблёв                                                                                    |
| 2018      | с | Анатомия убийства (фильм 1-й «Скелет в шкафу»)    | Михаил Сергеевич Самсонов, лидер партии «Семейное дело»                                                   |
| 2018      | ф | 11:41                                             | Имя персонажа не указано                                                                                  |
| 2018      | ф | Кровь                                             | Имя персонажа не указано                                                                                  |
| 2019      | с | Последняя неделя                                  | Юрий Смирнов                                                                                              |
| 2019      | ф | Большой артист                                    | Иван Семёнович Торшаков, отец Алёны, управделами ЦК КПСС                                                  |
| 2019      | ф | Имам Шамиль. Осада Ахульго                        | Павел Граббе                                                                                              |
| 2020      | ф | Статья 105                                        | Андрей Александрович Бочарников, генерал-майор юстиции, начальник ГСУ СК Москвы                           |
| 2020      | с | Смерть в объективе                                | Михаил Михайлович Жуков                                                                                   |
| 2020      | с | Город невест                                      | Седой |
| 2020      | с | Спасская                                          | Алексей Владимирович Костров, кандидат в депутаты                                                         |
| 2020      | ф | Холодная игра / The Coldest Game (Польша-США      | Александр Гаврилов, советский шахматист                                                                   |
| 2020      | ф | Чужая сестра                                      | Имя персонажа не указано                                                                                  |
| 2021      | с | Потерянные                                        | Привалов, бизнесмен                                                                                       |
| 2022      | с | Смычок                                            | Валентин Томин                                                                                            |
| 2023      | с | Аутсайдер                                         | Владимир Евгеньевич Хлопин, генерал полиции                                                               |
| 2025      | ф | Красный шёлк                                      | Березин                                                                                                   |
| 2025      | с | Этерна                                            | кардинал Сильвестр                                                                                        |

## Награды
- 2000 — Государственная премия России в области литературы и искусства («Барак»)
- 2002 — Приз лучшему артисту в иностранном фильме на кинофестивале «Созвездие» («27 украденных поцелуев»)
- 2003 — Приз за лучшую мужскую роль на кинофестивале «Лики любви» в Москве («Ковчег»)
- 2003 — Диплом «За исполнительское мастерство» на МКФ славянских и православных народов «Золотой Витязь» («Между жизнью и смертью»).
- 2004 — Номинация на Премию «Золотой орёл» за лучшую мужскую роль в телевизионном кино («Таксист»)[6].